# Loi du 19 mai 1914 décrétant l'instruction obligatoire
La loi du 19 mai 1914 décrétant l'instruction obligatoire est une loi belge rendant obligatoire l'enseignement primaire pour les enfants et adolescents âgés de 6 à 14 ans.

## Analyse et explication de la loi
Le titre Ier de la loi du 19 mai décrétant l'instruction obligatoire et apportant des modifications à la loi organique de l'enseignement primaire met en exergue les points fondamentaux sur lesquels cette loi tient à insister au niveau de l'obligation scolaire. Ainsi, l'article 1er soumet le chef de famille à inculquer à son enfant une instruction primaire convenable en respectant l'obligation de le placer en école publique ou privée, ou encore en lui prodiguant un enseignement à domicile. Dans le cas contraire, des sanctions sont envisagées par l'article 11. Cette obligation doit également, conformément à l'article 3 de la présente loi, s'étaler sur une durée de huit ans qui est  caractérisée par une certaine souplesse prévue par les articles 4 et 5.

## Les différentes étapes de la loi

### Historique
Dès la deuxième moitié du XIXe siècle, l'intérêt d'un enseignement concret pour les enfants s'intensifie mais pose également un problème d'opinion publique opposant les cléricaux aux anti-cléricaux. Dès 1842, quatre lois vont se succéder afin de tenter de trouver une solution à l'enseignement scolaire des enfants. La loi Nothomb, la loi Van Humbeek, la loi Jacobs ainsi que la loi Schollaert vont tour à tour poser des alternatives notamment en mettant en place la création d'écoles primaires dans chaque commune, en instaurant l'enseignement obligatoire de la religion, ou à l'inverse en tentant d'introduire des établissements libres. Malheureusement, aucune de ces lois n'aboutira à un accord entre les catholiques et les laïcs.
Ce n'est qu'en 1914 qu'une loi met fin à cette guerre de l'enseignement, que se livraient les cléricaux et les anti-cléricaux, en instaurant un enseignement obligatoire et gratuit pour chacun des enfants. Les deux parties vont y trouver leur compte étant donné qu'un financement est organisé pour les établissements libres ainsi que pour les établissements officiels.

### Le projet de loi
À la suite de la dissolution des Chambres, le projet de loi du 14 mars 1911 introduit par Monsieur Schollaert tombe en désuétude. Trois mois plus tard, un nouveau projet de loi est proposé par le Gouvernement, le 20 juin 1911. Il est introduit comme suit : "Un projet de loi a été déposé dans le but de consacrer l'obligation de l'enseignement, d'améliorer la situation du personnel enseignant, de perfectionner les conditions pédagogiques et professionnelles de l'instruction primaire et, enfin, d'assurer à tous le bienfait de l'enseignement, sous la garantie du libre choix de l'école".
Ce projet de loi consacre quatre grands piliers. Premièrement, l'obligation scolaire instaure aux pères de famille de donner à leurs enfants un accès obligatoire à l'enseignement. La seconde requête du projet consiste à faire passer l'enseignement, qui, jusqu'alors était obligatoire jusqu'à l'âge de douze ans, à un âge supérieur de quatorze ans. Le troisième pilier envisage un nouveau traitement des instituteurs notamment concernant la suppression des classes et sous-classes au sein du métier sur un plan financier et l'indemnité de logement. Enfin, la gratuité cherche davantage à étendre son champ d'application.
Malheureusement, ce projet de loi du 20 juin 1911 est lui aussi avorté à la suite de l'alliance cléricale qui se met en travers de sa route, formant une opposition solide qui empêche les suffrages de consacrer cette réforme. Malgré tout, ce projet de loi aura eu le mérite d'ouvrir la voie à la loi du 19 mai 1914, dit loi Poullet, qui s'en inspirera fortement et reprendra plusieurs de ses revendications.

### Adoption de la loi
À la suite du projet de loi déposé par le ministre Prosper Poullet en juin 1913. Ce projet sera voté par la Chambre le 18 février 1914 bien que contraire aux idéaux de la Gauche, et au Sénat le 14 mai par l'ensemble des catholiques. Comme dit précédemment, la loi Poullet reproduit en grande partie les motifs du projet de loi de 1911, en le complétant toutefois d'un nombre plus élevé d'écoles instituées par l'Etat et d'un contrôle de l'obligation scolaire établie entre 6 et 14 ans. En raison de la Première Guerre mondiale, l'application de la scolarité obligatoire jusqu'à 12 ans ou 14 par extension ne produit ses effets qu'à partir de 1919.

### Les effets de la loi
Pour permettre une bonne application de la loi et s'assurer de la participation de l'enfant aux cours jusqu'à l'âge de 14 ans, le gouvernement va instaurer une nouvelle loi l'accompagnant. C'est ainsi qu'une semaine après la loi du 19 mai 1914, une loi interdisant le travail des enfants dans n'importe quelle entreprise est adoptée. Une fois de plus, les catholiques n'ont pas manifesté leur enthousiasme quant à la réglementation du travail des enfants, s'expliquant par la peur de voir fleurir toute une multitude d'écoles officielles. La loi du 26 mai 1914 combinée à l'adoption de la loi concernant l'obligation scolaire constitue un grand pas vers une démocratisation scolaire et une justice sociale. La loi relative à l'instruction obligatoire ouvrira également la porte à d'autres modifications améliorant la situation tant des élèves que des enseignants vers la fin du XXe siècle.

### Application de la loi à l'heure actuelle
En raison des différentes lois parues depuis le début du XXe siècle, il devenait indispensable pour le gouvernement de renouveler la loi de 1914 ainsi que son contenu. C'est ainsi que le 29 juin 1983, une nouvelle régissant l'obligation scolaire voit le jour et est publiée au Moniteur belge le 16 juillet 1983. Bien qu'elle ait subi quelques modifications depuis, elle est toujours d'application actuellement. Ses modifications sont entre autres, la date de fin de la période scolaire obligatoire, étant donné qu'elle passe de quatorze ans à dix-huit ans. De plus, un nouveau système est également envisagé, qui permet de s'orienter vers un des trois types d'enseignements proposés qui sont l'enseignement général, professionnel ou technique de transition. Toutefois, il existe une autre solution tout aussi reconnue. En effet, certains enfants et jeunes personnes peuvent bénéficier d'un enseignement à domicile. Ce dernier est dispensé par un parent ou un professeur particulier. Il peut s'agir également d'un endroit privé non reconnu par la Communauté française ou d'un programme de correspondance dans lequel l'étudiant suit sa scolarité.

### Législation
- Loi décrétant l'instruction obligatoire et apportant des modifications à la loi organique de l'enseignement primaire, M.B., 21 mai 1914.
- Projet de loi décrétant l'instruction obligatoire et apportant des modifications à la loi organique de l'enseignement primaire, exposé des motifs, doc. parl., Ch., 1912-1913, n°308.

### Doctrine
- El Berhoumi (M.), Le régime juridique de la liberté d'enseignement à l'épreuve des politiques scolaires, Bruxelles, Bruylant, 2013, 832 p.
- Guillaume (J.-F.), Verjans (P.) et Martiniello (M.), Les politiques publiques en matière d'enfance et de jeunesse au XXe siècle, en Belgique et en Communauté française, Université de Liège - Institut des Sciences humaines et sociales, 2005, 241 p.
- Duquesne (A.), L'obligation scolaire, Bruxelles, Ministère de l'éducation nationale, 1987, 31 p.